# Materialistický feminismus
Materialistický feminismus se zaměřuje na kapitalismus a patriarchát jako hlavní aspekty k pochopení útlaku žen. Zaměřuje se na materiální či fyzické aspekty, které definují útlak.  V materialistickém feminismu je gender vnímán jakožto sociální konstrukt a společnost vnucuje genderové role, jako je například výchova dětí, ženám. Ideální vizí materialistického feminismu je společnost, ve které se se ženami zachází ze sociálního a ekonomického hlediska stejně jako s muži. Teorie se soustředí spíše na sociální změny než na hledání transformace v rámci kapitalistického systému.
Jennifer Wicke definuje materialistický feminismus jako „feminismus, který si stojí za zkoumáním materiálních podmínek, za nichž se sociální uspořádávání, včetně uspořádávání genderové hierarchie, vyvíjejí... materialistický feminismus se vyhýbá tomu, aby byla tato genderová hierarchie vnímána jako efekt singulárního... patriarchátu a místo toho měří síť sociálních a psychických vztahů, které tvoří materiální, historický okamžik“. Prohlašuje, že „...materialistický feminismus tvrdí, že materiální podmínky všeho druhu hrají zásadní roli ve společenské produkci genderu a zkoumají různé způsoby, kterými ženy spolupracují a účastní se těchto produkcí“. Materialistický feminismus také vyhodnocuje to, jak jsou ženy a muži různých ras a etnik udržováni v nižším ekonomickém postavení kvůli nerovnováze moci, která privileguje ty, kteří již privilegia mají, a tím chrání status quo. Materialistické feministky hledají odpovědi na to, zda mají lidé přístup k bezplatnému vzdělání, zda je jim umožněno vykonávat kariéru, mají možnost zbohatnout a jsou jim k tomu nabízeny příležitosti, a pokud ne, jaká ekonomická nebo sociální omezení jim v tom brání a jak je to možné změnit. 

## Historie
Termín materialistický feminismus se zde objevil na konci 70. let 20. století a je spojován s klíčovými myslitelkami, jako jsou Rosemary Hennessy, Stevi Jackson a Christine Delphy.
Rosemary Hennessy sleduje historii materialistického feminismu v dílech britských a francouzských feministek, které preferovaly termín materialistický feminismus před termínem marxistický feminismus. Jejich názor byl takový, že marxismus musel být změněn, aby byl schopen vysvětlit dělbu práce postavenou na základě pohlaví. Marxismus byl dle jejich názoru neadekvátní tomuto úkolu z důvodu třídní zaujatosti a zaměření na výrobu. Feminismus byl problematický také díky svému esencialistickému a idealistickému pojetí ženy. Materialistický feminismus se pak dle mnohých ukázal jako pozitivní náhražka marxismu i feminismu a poukázal na nerovnoměrné rozdělení společenských zdrojů.
Materialistický feminismus částečně pocházel z děl francouzských feministek, zejména Christine Delphy. V době, kdy byl tento termín vytvořen, byla Delphy ve skutečnosti jinými feministkami kritizována. Z důvodu toho, že byl materialistický feminismus tak blízký marxismu, ale ve skutečnosti se nepodřídil marxistickému textu, považovalo mnoho dalších tuto větev za zbytečnou, nebyla totiž dostatečně marxistická. Po 80. letech se však většina moderního feminismu začala odklánět od soustředění se na fyzický útlak a místo toho se více zaměřila na útlak jazykový. Delphy věřila, že existují v naší společnosti dva způsoby výroby: industriální (průmyslový) a domácí. První režim umožňuje kapitalistické vykořisťování, zatímco ten druhý umožňuje vykořisťování rodinné a o to více i patriarchální. Tvrdila, že materialismus je jedinou teorií historie, která považuje útlak za nejzákladnější realitu života žen. Delphy uvádí, že toto je důvod, proč ženy, ale i všechny utlačované skupiny, potřebují materialismus k umožnění zkoumání své situace. Pro Delphy „začít od útlaku definuje materialistický přístup, útlak je totiž materialistický koncept“. Uvádí, že domácí způsob výroby býval místem patriarchálního vykořisťování a materiálním základem útlaku žen. Delphy dále tvrdila, že manželství je pracovní smlouva, která dává mužům právo ženy vykořisťovat.
Referencí je Velká domácí revoluce od Dolores Hayden. Hayden popisuje materiální feminismus v této době jako rekonceptualizaci vztahu mezi soukromým domácím prostorem a veřejným prostorem tím, že představuje kolektivní možnosti, jak sejmout z žen “břemeno” v souvislosti s domácími pracemi, vařením a dalšími tradičně ženskými pracemi v domácnosti.

## Vztah k marxistickému feminismu
Marxistický feminismus se zaměřuje na zkoumání a vysvětlování způsobů, kterými jsou ženy utlačovány prostřednictvím systému kapitalismu a soukromého vlastnictví . Jak bylo již uvedeno, materialistický feminismus byl vyvinut za účelem vylepšení marxismu, jelikož se zdálo, že marxistický feminismus nedokáže řešit téma dělby práce, zejména v domácnosti. Současné pojetí má kořeny v socialistickém a marxistickém feminismu; Rosemary Hennessy a Chrys Ingraham, které jsou editorkami Materialist Feminism: A Reader in Class, Difference, and Women's Lives, popisují materiální feminismus jako „konjunkturu několika diskurzů – historického materialismu, marxistického a radikálního feminismu, stejně jako postmodernistických a psychoanalytických teorií smyslu a subjektivity“.

## Intersekcionální přístupy
Materialistický feminismus byl kritizován za to, že předpokládá universální útlak žen. Kvůli tomu, že se materialistický feminismus zaměřuje na kapitalistické vztahy v kombinaci patriarchátem, nezahrnuje ženy různých tříd, sexualit a etnik. Hazel Carby zpochybnila materialistické feministické analýzy rodin jakožto univerzálně utlačující všechny ženy. Místo toho se zaměřovala na to, jak se rodinné hodnoty liší u černošských žen a mužů, stejně jako je rasově podmíněna i dělba práce.
V posledních letech se myšlenky materialistického feminismu snaží zaměřit na nadnárodní otázky. Vědci zvažují globální ekonomickou změnu v souvislosti s feminizací chudoby. Mimo to se feministické vědkyně také snaží vytvořit nadnárodní feministickou agendu. Rosemary Hennessy například analyzuje ”grassroots” organizace ve čtyřech komunitách maquiladora podél severní hranice Mexika. Výzkum tvrdí, že globální povaha patriarchátu a kapitalismu udržuje “politickou ekonomii pohlaví”.

## Kritika
Vztah mezi materialismem a feminismem byl popsán jako „problematický“ a je považován za „nešťastnou dvojici“. Objevuje se zde také obava z obecné nejednoznačnosti materialistického feminismu jako takového. Vyvstává tedy otázka, zda je rozdíl mezi feminismem materialistickým a tím marxistickým dostatečně velký na to, aby byl přínosným příspěvkem k feministické teorii. Nicméně hlavní kritika materialistického feminismu zahrnuje nedostatek intersekcionality v rámci teorie. Zatímco materiální feminismus se vždy zaměřoval na myšlenku, že gender je sociální konstrukce, Rosemary Hennessy komentuje, že v poslední době existuje tlak na rozpoznání rozdílů v definici „ženy“ jako takové a tom, jak se to protíná nejen s třídou, ale i rasou, sexualitou a pohlavím.
Příspěvky Christine Delphy k materialistickému feminismu byly také předmětem kritiky, například od Michèle Barrett a Mary McIntosh. Obě naznačují, že definice materialistického feminismu má velmi volný výklad patriarchátu a že článek Delphy „Towards a Materialist Feminism“ se zaměřuje pouze na útlak manželek a nedokáže to propojit s globálním útlakem žen obecně.
Stevi Jackson také vyjadřuje znepokojení nad nedávným oživením materialistického zájmu a uvádí, že mnoho nových myšlenek začalo redukovat materiál na kapitalistické myšlenky a že „to by nás mohlo vrátit zpět k nejméně produktivním formám marxismu 70. let“.

## Vztah k modernímu feminismu
Během 90. let došlo ke kulturnímu obratu, který posunul hranice toho, kdo je to vlastně „žena“. Jakmile se feminismus stal post-feminismem, pojem ženskosti byl „problematizovaný, spíše než vzat jako daný“, jak řekla Stevi Jackson. Jak feministky přestaly vnímat ženy jako společenskou hierarchii a místo toho začaly vnímat jako genderové oddělení, koncept materialistického feminismu se začal stále více vytrácet. Podobně, jak se diskurz obrátil ke specifikům toho, co definovalo ženu, role a fyzické útlaky, kterým čelily, ztratily na důležitosti. Toto bylo částečně kvůli představě, že feminismus dosáhl toho, co bylo jeho cílem. Že ženy dostaly rovnost a nyní nastal čas zaměřit se na intersekcionalitu.
- Christine Delphy
- Ekonomický materialismus
- Feministická ekonomie
- Feministický urbanismus
- Monique Wittig
- Rosemary Hennessy
- Stevi Jackson
- Sociální konstrukce genderu
- Sally Haslanger